# Nintendo Entertainment Analysis & Development

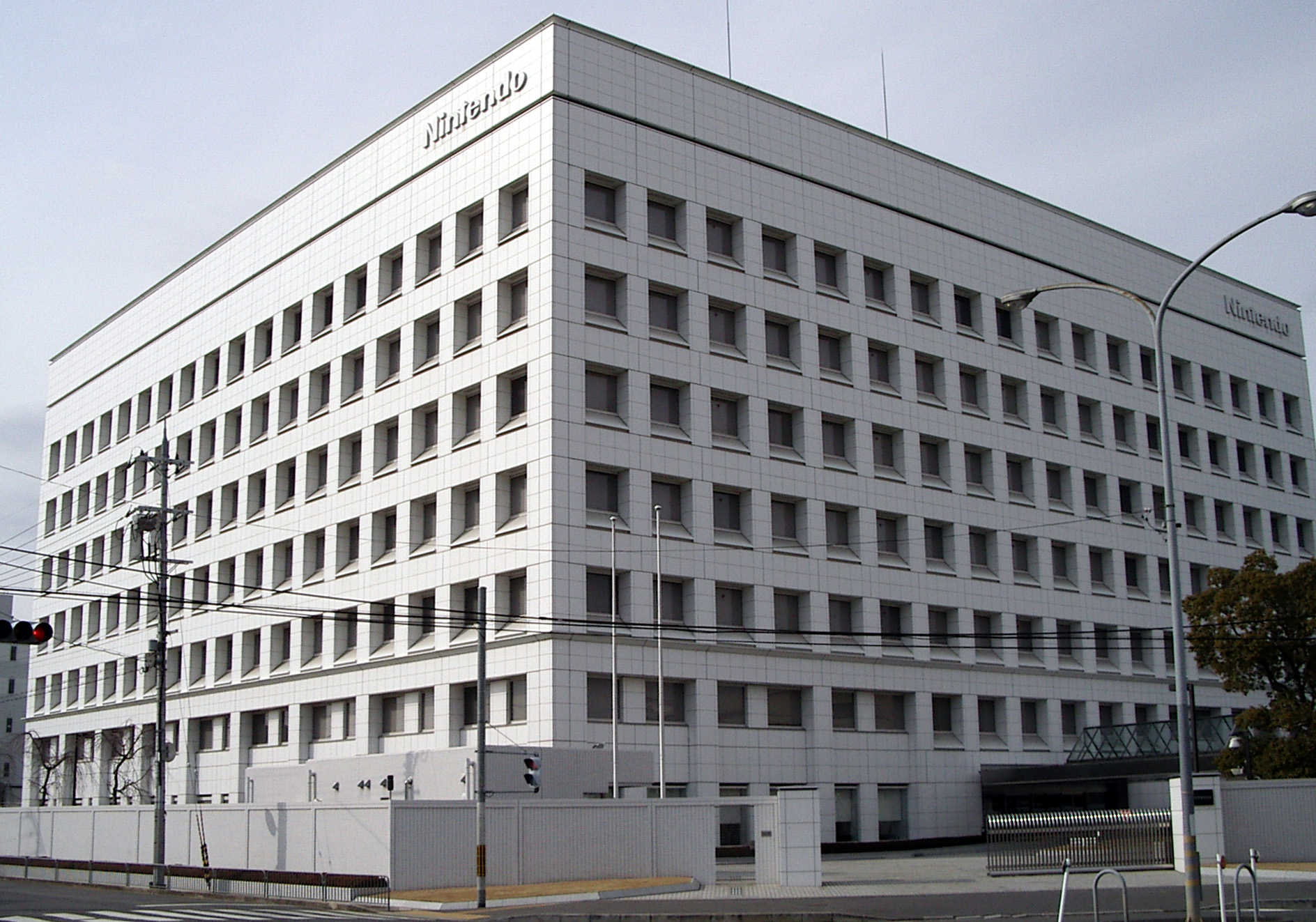
Escritório da Nintendo em Kyoto, projetado pela Yoshimura Architects

Nintendo Entertainment Analysis & Development (ou EAD; antes Research & Development Team 4) foi a principal divisão de desenvolvimento de jogos eletrônicos dentro da Nintendo. Era liderada pelos produtores Shigeru Miyamoto e Takashi Tezuka, com graus de envolvimento variantes. EAD é melhor conhecido por seu trabalho em jogos das séries Mario, The Legend of Zelda, F-Zero, Star Fox e Pikmin.
Em 1997, Miyamoto explicou que de 20 a 30 empregados ficavam devotos a cada título da EAD durante o seu desenvolvimento. Ele também divulgou a existência de um grupo de programação dentro da divisão chamada "SRD", um grupo de cerca de 200 empregados com competência em desenvolvimento de hardware.
Em 2004, a Nintendo submeteu-se a uma reestruturação de corporação, na qual Nintendo Research & Development 1 e Nintendo Research & Development 2 foram fundidas sob o nome da EAD. A Nintendo EAD é, por si, dividida em cinco times separados que trabalham concomitantemente em projetos distintos.
A Nintendo Entertainment Analysis & Development foi fundida em setembro de 2015 com a divisão Nintendo Software Planning & Development, formando uma nova divisão única chamada de Nintendo Entertainment Planning & Development.

## Estrutura

### EAD Software Group No. 1
- Gerente/Produtor: Hideki Konno
- Jogos desenvolvidos:

| Título                    | Data de lançamento           |
| ------------------------- | ---------------------------- |
| Luigi's Mansion           | - JP: 14 de setembro de 2001 |
| Mario Kart: Double Dash!! | - JP: 7 de novembro de 2003  |
| Nintendogs                | - JP: 21 de abril de 2005    |
| Mario Kart DS             | - AN: 14 de novembro de 2005 |
| Wii Fit                   | - JP: 1 de dezembro de 2007  |
| Mario Kart Wii            | - JP: 10 de abril de 2008    |
| Wii Fit Plus              | - JP: 1 de outubro de 2009   |

### EAD Software Group No. 2
- Gerente/Produtor: Katsuya Eguchi
- Jogos desenvolvidos:

| Título                      | Data de lançamento           |
| --------------------------- | ---------------------------- |
| Animal Crossing             | - JP: 14 de abril de 2001    |
| Animal Crossing: Wild World | - JP: 23 de novembro de 2005 |
| Wii Sports                  | - AN: 19 de novembro de 2006 |
| Wii Play                    | - JP: 2 de dezembro de 2006  |
| Wii Music                   | - JP: 16 de outubro de 2008  |
| Animal Crossing: City Folk  | - JP: 16 de novembro de 2008 |
| Wii Sports Resort           | - JP: 25 de junho de 2009    |

### EAD Software Group No. 3
- Gerente/Produtor: Eiji Aonuma

Primariamente responsável pelos jogos da série The Legend of Zelda
Jogos desenvolvidos:
| Título                                      | Data de lançamento           |
| ------------------------------------------- | ---------------------------- |
| The Legend of Zelda: Majora's Mask          | - JP: 27 de maio de 2000     |
| The Legend of Zelda: The Wind Waker         | - JP: 13 de dezembro de 2002 |
| The Legend of Zelda: Four Swords Adventures | - JP: 18 de março de 2004    |
| The Legend of Zelda: Twilight Princess      | - AN: 19 de novembro de 2006 |
| The Legend of Zelda: Phantom Hourglass      | - JP: 23 de junho de 2007    |
| Link's Crossbow Training                    | - AN: 19 de novembro de 2007 |
| The Legend of Zelda: Spirit Tracks          | - AN: 7 de dezembro de 2009  |

### EAD Software Group No. 4
- Gerente/Produtor: Hiroyuki Kimura
- Jogos desenvolvidos:

| Título                        | Data de lançamento           |
| ----------------------------- | ---------------------------- |
| Super Mario 64 DS             | - AN: 21 de novembro de 2004 |
| Yoshi Touch and Go            | - JP: 27 de janeiro de 2005  |
| Big Brain Academy             | - JP: 30 de junho de 2005    |
| New Super Mario Bros.         | - AN: 15 de maio de 2006     |
| Big Brain Academy: Wii Degree | - JP: 26 de abril de 2007    |
| New Play Control! Pikmin      | - JP: 25 de dezembro de 2008 |
| New Play Control! Pikmin 2    | - JP: 15 de março de 2009    |
| New Super Mario Bros. Wii     | - AU: 12 de novembro de 2009 |

### EAD Software Group Tokyo
- Gerente/Produtor: Takao Shimizu
- Jogos desenvolvidos:

| Título                                    | Data de lançamento           |
| ----------------------------------------- | ---------------------------- |
| Donkey Kong Jungle Beat                   | - JP: 16 de dezembro de 2004 |
| Super Mario Galaxy                        | - JP: 1 de novembro de 2007  |
| New Play Control! Donkey Kong Jungle Beat | - JP: 11 de dezembro de 2008 |
| Flipnote Studio                           | - JP: 24 de dezembro de 2008 |
| Super Mario Galaxy 2                      | - AN: 23 de maio de 2010     |